# Campeonato Carioca de Futebol de 1979
O Campeonato Carioca de Futebol de 1979 (chamado oficialmente de II Campeonato Estadual de Futebol do Rio de Janeiro) foi a 82.ª edição da principal divisão do futebol no Rio de Janeiro, disputado entre maio e novembro/1979, sendo, portanto, o segundo dos dois Campeonatos Cariocas disputados no ano de 1979. Teve como vencedor o Flamengo.
Foi disputado por 18 times: Flamengo, Vasco, Fluminense, Botafogo, America, Bangu, Campo Grande, São Cristóvão, Bonsucesso, Portuguesa, Madureira, Olaria, Americano, Goytacaz, Fluminense de Nova Friburgo, Serrano, Volta Redonda e Niterói.
Foram 7 os times indicados para a Seletiva de 1980 (turno classificatório para o campeonato de 1980): Niterói, São Cristóvão, Olaria, Madureira, Volta Redonda, Fluminense de Nova Friburgo e Portuguesa. O Bangu como campeão do 2º turno se manteve na elite sem disputar a seletiva.
A média de público foi de 8.914 torcedores pagantes por jogo.

## História
O primeiro dos 2 Campeonatos Cariocas realizados no ano de 1979 (e que fora disputado de fevereiro a abril de 1979) foi chamado, a princípio, de I Campeonato Estadual de Futebol pela recém-criada Federação de Futebol do Estado do Rio de Janeiro. Este torneio seria o primeiro unificado entre os clubes da capital (antigo Estado da Guanabara) e do interior (antigo Estado do Rio de Janeiro, cuja capital era Niterói). Embora os estados tenham se unido em março de 1975, as entidades Federação Carioca de Futebol e Federação Fluminense de Futebol continuaram separadas por alguns anos, unindo-se apenas em setembro de 1978, graças à manobras políticas dos representantes cariocas, que não tinham interesse em enfrentar longas viagens ao interior para "cumprir tabela", dada à diferença técnica entre os participantes dos antigos Campeonato Carioca (de visibilidade nacional) e Campeonato Fluminense (considerado um dos campeonatos estaduais de "menor expressão" do Brasil).
O "Campeonato Estadual de Futebol de 1979" (que mais tarde passaria a ser conhecido como Campeonato Carioca Especial de Futebol de 1979) reunia os seis melhores clubes do Campeonato Carioca de 1978 (America, Botafogo, Flamengo, Fluminense, São Cristóvão e Vasco e os quatro melhores do Campeonato Fluminense de 1978 (Americano, Fluminense de Nova Friburgo, Goytacaz e Volta Redonda).
Contudo, após a disputa do Campeonato Estadual de Futebol de 1979 (título conquistado pelo Flamengo), a CBD considerou ilegal o critério desigual (mais vagas para os cariocas) utilizado pela FERJ, e forçou a mesma a organizar um novo Campeonato Estadual em 1979 - que foi disputado entre maio e setembro/1979 e que passaria a ser chamado de "I Campeonato Estadual de Futebol" - dessa vez reunindo todos os participantes dos estaduais Carioca e Fluminense de 1978, num total de 18 participantes. O campeonato de 10 clubes, já concluído, foi renomeado para "Campeonato Estadual Especial de Futebol".

## Classificação

### 1º Turno (Taça Guanabara)
Os dez primeiros colocados estão classificados para o Grupo dos Vencedores. Os oito últimos colocados vão para o Grupo dos Perdedores. O vencedor do 1º Turno está classificado para a Fase Final, entrando nesta fase com 1 ponto de bonificação.
| Classificação | Classificação               | Classificação | Classificação | Classificação | Classificação | Classificação | Classificação | Classificação | Classificação |
| Pos           | Time                        | PG            | J             | V             | E             | D             | GP            | GS            | SG            |
| ------------- | --------------------------- | ------------- | ------------- | ------------- | ------------- | ------------- | ------------- | ------------- | ------------- |
| 1             | Flamengo                    | 32            | 17            | 16            | 0             | 1             | 52            | 13            | +39           |
| 2             | Vasco da Gama               | 25            | 17            | 12            | 1             | 4             | 44            | 12            | +32           |
| 3             | Fluminense                  | 23            | 17            | 10            | 3             | 4             | 40            | 15            | +25           |
| 4             | Botafogo                    | 23            | 17            | 9             | 5             | 3             | 39            | 16            | +23           |
| 5             | Americano                   | 22            | 17            | 9             | 4             | 4             | 28            | 24            | +4            |
| 6             | Goytacaz                    | 22            | 17            | 8             | 6             | 3             | 26            | 17            | +9            |
| 7             | America                     | 19            | 17            | 7             | 5             | 5             | 17            | 17            | 0             |
| 8             | Campo Grande                | 19            | 17            | 7             | 5             | 5             | 14            | 16            | -2            |
| 9             | Serrano                     | 18            | 17            | 6             | 6             | 5             | 11            | 14            | -3            |
| 10            | Bonsucesso                  | 17            | 17            | 7             | 3             | 7             | 19            | 23            | -4            |
| 11            | Madureira                   | 14            | 17            | 4             | 6             | 7             | 18            | 23            | -5            |
| 12            | Bangu                       | 14            | 17            | 4             | 6             | 7             | 11            | 25            | -14           |
| 13            | Volta Redonda               | 12            | 17            | 4             | 4             | 9             | 13            | 26            | -13           |
| 14            | Fluminense de Nova Friburgo | 12            | 17            | 4             | 4             | 9             | 6             | 19            | -13           |
| 15            | São Cristóvão               | 9             | 17            | 3             | 3             | 11            | 8             | 32            | -24           |
| 16            | Portuguesa                  | 9             | 17            | 1             | 7             | 9             | 3             | 16            | -13           |
| 17            | Niterói                     | 8             | 17            | 3             | 2             | 12            | 12            | 37            | -25           |
| 18            | Olaria                      | 8             | 17            | 2             | 4             | 11            | 12            | 28            | -16           |

### 2º Turno

#### Grupo dos Vencedores (Taça Innocêncio Pereira Leal)
Os seis primeiros colocados estão classificados para a Fase Final. O vencedor do 2º Turno entra na Fase Final com 1 ponto de bonificação.
| Classificação | Classificação | Classificação | Classificação | Classificação | Classificação | Classificação | Classificação | Classificação | Classificação |
| Pos           | Time          | PG            | J             | V             | E             | D             | GP            | GS            | SG            |
| ------------- | ------------- | ------------- | ------------- | ------------- | ------------- | ------------- | ------------- | ------------- | ------------- |
| 1             | Flamengo      | 13            | 9             | 6             | 1             | 2             | 17            | 8             | +9            |
| 2             | Botafogo      | 12            | 9             | 4             | 4             | 1             | 12            | 8             | +4            |
| 3             | Vasco da Gama | 11            | 9             | 4             | 3             | 2             | 16            | 9             | +7            |
| 4             | Fluminense    | 11            | 9             | 4             | 3             | 2             | 10            | 3             | +7            |
| 5             | Americano     | 9             | 9             | 3             | 3             | 3             | 7             | 8             | -1            |
| 6             | Goytacaz      | 9             | 9             | 2             | 5             | 2             | 4             | 6             | -2            |
| 7             | America       | 8             | 9             | 2             | 4             | 3             | 5             | 7             | -2            |
| 8             | Serrano       | 7             | 9             | 1             | 5             | 3             | 4             | 13            | -9            |
| 9             | Bonsucesso    | 5             | 9             | 1             | 3             | 5             | 5             | 9             | -4            |
| 10            | Campo Grande  | 5             | 9             | 1             | 3             | 5             | 3             | 12            | -9            |

#### Grupo dos Perdedores (Taça Orlando Leal Carneiro)
Os dois primeiros colocados estão classificados para a Fase Final. A Portuguesa se classificou à Fase Final pelo gol-average.
| Classificação | Classificação               | Classificação | Classificação | Classificação | Classificação | Classificação | Classificação | Classificação | Classificação |
| Pos           | Time                        | PG            | J             | V             | E             | D             | GP            | GS            | SG            |
| ------------- | --------------------------- | ------------- | ------------- | ------------- | ------------- | ------------- | ------------- | ------------- | ------------- |
| 1             | Bangu                       | 11            | 7             | 5             | 1             | 1             | 11            | 3             | +8            |
| 2             | Portuguesa                  | 10            | 7             | 4             | 2             | 1             | 5             | 1             | +4            |
| 3             | Fluminense de Nova Friburgo | 10            | 7             | 4             | 2             | 1             | 10            | 6             | +4            |
| 4             | Olaria                      | 7             | 7             | 3             | 1             | 3             | 4             | 5             | -1            |
| 5             | Volta Redonda               | 6             | 7             | 2             | 2             | 3             | 5             | 9             | -4            |
| 6             | São Cristóvão               | 6             | 7             | 1             | 4             | 2             | 3             | 4             | -1            |
| 7             | Madureira                   | 4             | 7             | 1             | 2             | 4             | 5             | 7             | -2            |
| 8             | Niterói                     | 2             | 7             | 0             | 2             | 5             | 2             | 10            | -8            |

## Fase Final
O Flamengo entrou na Fase Final com 2 pontos de bonificação por ter vencido o 1º Turno e o Grupo dos Vencedores do 2º Turno.
| Classificação | Classificação | Classificação | Classificação | Classificação | Classificação | Classificação | Classificação | Classificação | Classificação |
| Pos           | Time          | PG            | J             | V             | E             | D             | GP            | GS            | SG            |
| ------------- | ------------- | ------------- | ------------- | ------------- | ------------- | ------------- | ------------- | ------------- | ------------- |
| 1             | Flamengo      | 13            | 7             | 5             | 1             | 1             | 15            | 6             | +9            |
| 2             | Vasco da Gama | 12            | 7             | 6             | 0             | 1             | 18            | 6             | +12           |
| 3             | Botafogo      | 11            | 7             | 5             | 1             | 1             | 16            | 6             | +10           |
| 4             | Fluminense    | 10            | 7             | 5             | 0             | 2             | 20            | 10            | -10           |
| 5             | Americano     | 4             | 7             | 2             | 0             | 5             | 9             | 15            | -6            |
| 6             | Goytacaz      | 3             | 7             | 1             | 1             | 7             | 7             | 18            | -11           |
| 7             | Portuguesa    | 3             | 7             | 1             | 1             | 5             | 4             | 17            | -13           |
| 8             | Bangu         | 2             | 7             | 1             | 0             | 6             | 5             | 16            | -11           |